# Омура Сумитада
Омура Сумитада (яп. 大村純忠, おおむらすみただ) — японский государственный и военный деятель XVI века, конца периода Муромати. Первый японский самурайский землевладелец, который принял христианство.

## Жизнеописание
Омура Сумитада родился в 1533 году, был вторым сыном в семье Аримы Харудзуми, владельца земель Такаку в провинции Хидзэн на территории современной префектуры Нагасаки. В 1538 году его усыновил Омура Сумисаки, даймё местности Омура. В 1550 году приёмный отец передал Сумитаде главенство в своем роде. Это решение вызвало возмущение части вассалов рода Омура, поскольку они рассчитывали на родного сына Сумисаки, Омуру Такааки, и другого названого сына, Гото Сумиаки.
В 1561 года Омура Сумитада встретился с иезуитским миссионером Луисом Альмейдой, который прибыл в его владения в село Ёкосэура проповедовать христианство. Он позволил миссионеру распространять новую веру и с его помощью начал торговлю с португальцами. Вскоре в этих землях был заложен первый международный порт. Сам Омура Сумитада пригласил главу иезуитской миссии в Японии Косме де Торреса и в 1563 году стал первым японским даймё-христианином, приняв крещение под именем Варфоломей.
Быстрое распространение новой веры среди простого люда и активное содействие в этом Омуры Сумитады вызвали протесты местной знати и буддистского духовенства. После того как противники христианства сожгли порт и поселение в Ёкосэуре, он основал в 1565 новый порт в местности Фукуда, а в 1570 году — порт Нагасаки. Последний стал центром христианской миссии и японско-европейской торговли. В 1580 году Омура Сумитада подарил Обществу Иисуса порт Нагасаки, а также отправил в Рим первое японское посольство.
Омура вёл постоянную войну с соседним родом Рюдзодзи, который стремился установить гегемонию на севере острова Кюсю. Давление соседей было чрезвычайно сильным, поэтому в 1584 году Сумитада был вынужден признать свою зависимость от врага. Однако том же году глава рода Рюдзодзи, Рюдзодзи Таканобу погиб в битве с коалиционными войсками родов Арима и Симадзу, и независимость Омуры была восстановлена. В 1587 году, в ходе похода объединителя Японии Тоётоми Хидэёси на Кюсю, он перешёл на его сторону и стал феодалом-вассалом рода Тоётоми. Омура получил гарантии на свои владения, но вскоре умер 23 июня того же года.